# Serie A2 2024-2025 (pallanuoto maschile)
La Serie A2 2024-2025 è stata la 41ª edizione del torneo, secondo livello del campionato italiano maschile di pallanuoto.
Il campionato è suddiviso in due fasi. La prima, con gare di andata e ritorno, è iniziata il 9 novembre 2024 e terminata il 10 maggio 2025. La seconda fase, ovvero quella dei playoff e playout, si è svolta nel mese di giugno 2025 e ha decretato le due squadre promosse in Serie A1 e le quattro retrocesse in Serie B.
I ventiquattro club partecipanti sono suddivisi in due gironi da dodici squadre: il girone Nord e il girone Sud.
Le squadre retrocesse dalla Serie A1 2023-2024 sono il Camogli, ultima in poule retrocessione, e la Rari Nantes Salerno, sconfitta ai play-out. Le squadre promosse dalla serie B 2023-2024 sono cinque invece di quattro per la mancata iscrizione del Crotone; e sono il Muri Antichi, il Metanopoli, il Piacenza, il Circolo Nautico Salerno e il Napoli Lions, alla prima partecipazione al campionato di seconda divisione.
Le squadre promosse in Serie A1 a fine anno sono state la Canottieri Napoli, di ritorno dopo 6 anni nella massima serie, e la Rari Nantes Salerno, di ritorno dopo appena 1 anno.

## Squadre partecipanti

### Girone Nord
| Club        | Città                    | Piscina                            | Stagione 2023-2024            |
| ----------- | ------------------------ | ---------------------------------- | ----------------------------- |
| Arenzano    | Arenzano (GE)            | Piscina Comunale                   | 6° in Serie A2 (Girone Nord)  |
| Bogliasco   | Bogliasco (GE)           | Stadio del Nuoto "Gianni Vassallo" | 2° in Serie A2 (Girone Nord)  |
| Brescia     | Brescia                  | Centro natatorio Mompiano          | 5° in Serie A2 (Girone Nord)  |
| Camogli     | Camogli (GE)             | Piscina Comunale "Giuva Baldini"   | 14° in Serie A1               |
| Chiavari    | Chiavari (GE)            | Piscina Mario Ravera               | 4° in Serie A2 (Girone Nord)  |
| Como        | Como                     | Piscina Olimpica Comunale          | 10° in Serie A2 (Girone Nord) |
| Lavagna '90 | Lavagna (GE)             | Piscina Comunale                   | 7° in Serie A2 (Girone Nord)  |
| Metanopoli  | San Donato Milanese (MI) | Piscina Comunale "Roberto Cozzi"   | 2° in Serie B (Girone 1)      |
| Piacenza    | Piacenza                 | Piscina Comunale                   | 1° in Serie B (Girone 1)      |
| Sori        | Sori (GE)                | Piscina Comunale                   | 8° in Serie A2 (Girone Nord)  |
| Torino '81  | Torino                   | Piscina Stadio Monumentale         | 3° in Serie A2 (Girone Nord)  |
| Vela Ancona | Ancona                   | Piscina del Passetto               | 5° in Serie A2 (Girone Sud)   |

### Girone Sud
| Club              | Città                  | Piscina                                     | Stagione 2023-2024           |
| ----------------- | ---------------------- | ------------------------------------------- | ---------------------------- |
| Acquachiara       | Napoli                 | Piscina Felice Scandone                     | 9° in Serie A2 (Girone Sud)  |
| Anzio             | Anzio (RM)             | Piscina Comunale "Stadio del nuoto"         | 11° in Serie A2 (Girone Sud) |
| Arechi            | Salerno                | Piscina Simone Vitale                       | 7° in Serie A2 (Girone Sud)  |
| Canottieri Napoli | Napoli                 | Piscina Felice Scandone                     | 1° in Serie A2 (Girone Sud)  |
| CN Salerno        | Salerno                | Piscina Simone Vitale                       | 3° in Serie B (Girone 4)     |
| Ischia            | Ischia (NA)            | Piscina Comunale                            | 6° in Serie A2 (Girone Sud)  |
| Latina            | Latina                 | Piscina Comunale "Stadio del nuoto" (Anzio) | 8° in Serie A2 (Girone Sud)  |
| Lazio             | Roma                   | Centro sportivo "Le Cupole"                 | 4° in Serie A2 (Girone Sud)  |
| Muri Antichi      | Tremestieri Etneo (CT) | Piscina Comunale "Nesima"                   | 1° in Serie B (Girone 4)     |
| Napoli Lions      | Napoli                 | Piscina Felice Scandone                     | 2° in Serie B (Girone 4)     |
| Palermo           | Palermo                | Piscina Comunale                            | 10° in Serie A2 (Girone Sud) |
| Salerno           | Salerno                | Piscina Simone Vitale                       | 13° in Serie A1              |

## Prima fase

### Classifica
|  | Pos. | Squadra     | Pt | G  | V  | N | P  | GF  | GS  | DR   |
|  | ---- | ----------- | -- | -- | -- | - | -- | --- | --- | ---- |
|  | 1.   | Chiavari    | 62 | 22 | 20 | 2 | 0  | 315 | 192 | +123 |
|  | 2.   | Torino '81  | 51 | 22 | 16 | 3 | 3  | 264 | 192 | +72  |
|  | 3.   | Vela Ancona | 45 | 22 | 14 | 3 | 5  | 244 | 167 | +77  |
|  | 4.   | Sori        | 40 | 22 | 13 | 1 | 8  | 229 | 238 | -9   |
|  | 5.   | Arenzano    | 33 | 22 | 9  | 6 | 7  | 237 | 248 | -11  |
|  | 6.   | Camogli     | 32 | 22 | 9  | 5 | 8  | 248 | 244 | +4   |
|  | 7.   | Metanopoli  | 29 | 22 | 9  | 2 | 11 | 203 | 232 | -29  |
|  | 8.   | Piacenza    | 25 | 22 | 8  | 1 | 13 | 199 | 230 | -31  |
|  | 9.   | Bogliasco   | 23 | 22 | 7  | 2 | 13 | 235 | 237 | -2   |
|  | 10.  | Lavagna '90 | 21 | 22 | 6  | 3 | 13 | 204 | 221 | -17  |
|  | 11.  | Brescia     | 14 | 22 | 4  | 2 | 16 | 215 | 278 | -63  |
|  | 12.  | Como        | 5  | 22 | 1  | 2 | 19 | 163 | 277 | -114 |

|  | Pos. | Squadra           | Pt | G  | V  | N | P  | GF  | GS  | DR   |
|  | ---- | ----------------- | -- | -- | -- | - | -- | --- | --- | ---- |
|  | 1.   | Canottieri Napoli | 62 | 22 | 20 | 2 | 0  | 303 | 183 | +120 |
|  | 2.   | Salerno           | 58 | 22 | 19 | 1 | 2  | 326 | 174 | +152 |
|  | 3.   | Lazio             | 48 | 22 | 16 | 0 | 6  | 261 | 197 | +64  |
|  | 4.   | Ischia            | 40 | 22 | 13 | 1 | 8  | 233 | 208 | +25  |
|  | 5.   | Anzio             | 33 | 22 | 11 | 0 | 11 | 226 | 240 | -14  |
|  | 6.   | Palermo           | 32 | 22 | 10 | 2 | 10 | 234 | 249 | -15  |
|  | 7.   | Acquachiara       | 28 | 22 | 9  | 1 | 12 | 220 | 251 | -31  |
|  | 8.   | Muri Antichi      | 27 | 22 | 8  | 3 | 11 | 236 | 222 | +14  |
|  | 9.   | Napoli Lions      | 25 | 22 | 8  | 1 | 13 | 201 | 261 | -60  |
|  | 10.  | Latina            | 18 | 22 | 6  | 0 | 16 | 196 | 248 | -52  |
|  | 11.  | Arechi            | 12 | 22 | 3  | 3 | 16 | 174 | 267 | -93  |
|  | 12.  | CN Salerno        | 6  | 22 | 2  | 0 | 20 | 199 | 309 | -110 |

## Play-off

### Tabellone 1
|  | Semifinali | Semifinali  | Semifinali | Semifinali | Semifinali |  |  | Finale | Finale   | Finale | Finale | Finale |  |
|  |            |             |            |            |            |  |  |        |          |        |        |        |  |
|  | 1N         | Chiavari    | Chiavari   | 14         | 11         |  |  |        |          |        |        |        |  |
|  | 4S         | Ischia      | Ischia     | 3          | 9          |  |  | 1N     | Chiavari | 15     | 11     | 6      |  |
|  | 2S         | Salerno     | 12         | 16         | 13         |  |  | 2S     | Salerno  | 11     | 16     | 9      |  |
|  | 3N         | Vela Ancona | 9          | 17         | 12         |  |  |        |          |        |        |        |  |

### Tabellone 2
|  | Semifinali | Semifinali        | Semifinali        | Semifinali | Semifinali |  |  | Finale | Finale            | Finale            | Finale | Finale |  |
|  |            |                   |                   |            |            |  |  |        |                   |                   |        |        |  |
|  | 1S         | Canottieri Napoli | Canottieri Napoli | 10         | 19         |  |  |        |                   |                   |        |        |  |
|  | 4N         | Sori              | Sori              | 9          | 6          |  |  | 1S     | Canottieri Napoli | Canottieri Napoli | 10     | 10     |  |
|  | 2N         | Torino '81        | Torino '81        | 14         | 12         |  |  | 2N     | Torino '81        | Torino '81        | 8      | 8      |  |
|  | 3S         | Lazio             | Lazio             | 12         | 11         |  |  |        |                   |                   |        |        |  |

## Play-out
|                      | Gara 1 | Gara 2 |
| -------------------- | ------ | ------ |
| Lavagna '90 - Arechi | 15-10  | 17-16  |
| Latina - Brescia     | 15-7   | 18-16  |

## Verdetti
- Canottieri Napoli e  Salerno promosse in Serie A1.
- Brescia e  Arechi retrocesse in Serie B.